# Pulakeshin I
Pulakeshin I, död 566, var en indisk monark. Han var regerande monark av Chalukyadynastins rike i södra Indien mellan 535 och 566.